# Друге сонце
«Друге сонце» (порт. Segundo Sol) — бразильський телесеріал 2018 року у жанрі драми, мелодрами, комедії та створений компанією TV Globo. В головних ролях — Джованна Антонеллі, Еміліу Дантас, Дебора Секко, Адріана Естевес, Володимир Брішта.
Перша серія вийшла в ефір 14 травня 2018 року.
Серіал має 1 сезон. Завершився 155-м епізодом, який вийшов у ефір 9 листопада 2018 року.
Режисер серіалу — Денніс Карвалью.
Сценарист серіалу — Жоау Емануель Карнейро.

## Сюжет
Бето — молодий непопулярний співак. Якось він потрапляє в автокатастрофу, і ЗМІ повідомляють про його загибель. Ця новина робить Бето відомим, тому, коли співак приходить до тями, він вирішує залишити все як є і жити під іншим ім'ям.

## Актори та ролі

### Головний акторський склад
| Актор                | Роль                                                          |
| -------------------- | ------------------------------------------------------------- |
| Джованна Антонеллі   | Лусія Батіста / DJ Аріелла / Сильвія                          |
| Еміліу Дантас        | Роберто Юнес Фалькао (Бето Фалькао) / Мігель Фалькао / Марсал |
| Дебора Секко         | Каролін Фігейредо Фалькао (Карола)                            |
| Адріана Естевес      | Лаурета Ботіні                                                |
| Володимир Брішта     | Ремі Юнес Фалькао Мараньян                                    |
| Летісія Колін        | Роза Камара                                                   |
| Даніло Мескіта       | Валентин Батіста Фігейредо Фалькао                            |
| Шай Суеді            | Ікар Батіста                                                  |
| Луїза Арраес         | Мануела Батіста Атайде (Ману)                                 |
| Фабіула Насіменту    | Марія Клаудія Батіста (Какао)                                 |
| Фабрісіо Болівейра   | Роберваль дос Сантос Атайде                                   |
| Каку Сіоклер         | Едгар Атайде душ Сантуш                                       |
| Марія Луїза Мендонса | Карен Мішель Атайд                                            |
| Оділон Вагнер        | Северус Атайд                                                 |
| Клаудія ді Моура     | Жозефа душ Сантуш (Зефа)                                      |
| Джованна Ланчелотті  | Рошель Атайд                                                  |
| Жозе Де Абреу        | Домісіо Фалькао (Додо)                                        |
| Арлете Салль         | Назіра Юнес Фалькао (Нана)                                    |
| Армандо Бабайов      | Йонан Юнес Фалькао                                            |
| Нанда Коста          | Маура Камара                                                  |
| Керол Фазу           | Сельма Сантіно                                                |
| Роберта Родрігес     | Доралісе до Насіменто                                         |
| Луїс Лобіанку        | Кловіс Юнес Фалькао (Кловіньо)                                |
| Таліта Караута       | Горете                                                        |
| Пабло Мораїш         | Томе                                                          |
| Франсіско Куоко      | Нестор Мараньян                                               |
| Келзі Екард          | Юніс Камара (Ніцца)                                           |
| Роберто Бонфім       | Аженор Камара                                                 |
| Ден Феррейра         | Акасіо Перейра                                                |
| Роберта Портелла     | Аріадна                                                       |
| Габріела Морейра     | Рената Трояно                                                 |

### Актори другого плану
| Актор            | Роль                     |
| ---------------- | ------------------------ |
| Рената Сорра     | Дульче Боттіні           |
| Кассія Кіс       | Клодін Атайд             |
| Тука Андрада     | Хуарес Гарсія            |
| Інгра Ліберату   | Фатіма Гарсія            |
| Жуан Акаябі      | Алаор до Насіменто       |
| Хайме Перьярд    | Вінсент                  |
| Джексон Кошта    | Луріваль                 |
| Сінтія Роза      | Полісмен Агата           |
| Ліді Лісбоа      | Полісмен Суелі           |
| Луї Мендеш       | лікар Освальдо           |
| Клаудія Ліра     | Глорінья Тірібіса        |
| Фернандо Сампайо | Полісмен Джексон Перейра |
| Алдрі Анунсіосао | Артур                    |
| Пауло Верлінг    | Кавейро                  |
| Леандро Даніель  | Наталіно                 |
| Сельма Лопеш     | Євгенія Перейра          |
| Жандір Феррарі   | Евріпідус                |
| Сілбет Соріано   | Амалія                   |
| Александр Морено | Алешандре                |
| Марія да Пенья   | Клейде                   |
| Кенія Кошта      | Жіночий лікар            |
| Даніела Меркурі  | себе                     |
| Фатіма Бернандеш | себе                     |
| Ана Марія Брага  | себе                     |

## Сезони
| Сезон | Епізоди | Епізоди | Оригінальний показ | Оригінальний показ | Оригінальний показ |
| Сезон | Епізоди | Епізоди | Перший показ       | Останній показ     | Мережа             |
| ----- | ------- | ------- | ------------------ | ------------------ | ------------------ |
| 1     | 155     | 155     | 14 травня 2018     | 9 листопада 2018   | TV Globo           |

## Аудиторія
| Сезон | Розклад     | Епізоди | Перший ефір         | Перший ефір    | Останній ефір         | Останній ефір  | Середня кількість глядачів (бали) |
| Сезон | Розклад     | Епізоди | Дата                | Глядачі (бали) | Дата                  | Глядачі (бали) | Середня кількість глядачів (бали) |
| ----- | ----------- | ------- | ------------------- | -------------- | --------------------- | -------------- | --------------------------------- |
| 1     | Пн–Сб 21:15 | 155     | 14 травня 2018 року | 35             | 9 листопада 2018 року | 41             | 33,4                              |

## Рейтинги серій

### Сезон 1 (2018)
| Тиждень                  | Дата                     | Дата                     | День тижня               | День тижня               | День тижня               | День тижня               | День тижня               | День тижня               | Середній рейтинг за тиждень (бали) |
| Тиждень                  | початку тижня            | закінчення тижня         | понеділок                | вівторок                 | середа                   | четвер                   | п'ятниця                 | субота                   | Середній рейтинг за тиждень (бали) |
| 01                       | 14/05                    | 19/05/2018               | 35                       | 35                       | 31                       | 29                       | 29                       | 24                       | 30.5                               |
| 02                       | 21/05                    | 26/05/2018               | 31                       | 34                       | 32                       | 35                       | 35                       | 29                       | 32.7                               |
| 03                       | 28/05                    | 02/06/2018               | 34                       | 33                       | 31                       | 32                       | 31                       | 27                       | 31.3                               |
| 04                       | 04/06                    | 09/06/2018               | 33                       | 33                       | 32                       | 33                       | 32                       | 29                       | 32.0                               |
| 05                       | 11/06                    | 16/06/2018               | 33                       | 32                       | 31                       | 33                       | 29                       | 28                       | 31.0                               |
| 06                       | 18/06                    | 23/06/2018               | 34                       | 31                       | 32                       | 31                       | 30                       | 25                       | 30.5                               |
| 07                       | 25/06                    | 30/06/2018               | 33                       | 33                       | 33                       | 33                       | 30                       | 27                       | 31.5                               |
| 08                       | 02/07                    | 07/07/2018               | 33                       | 35                       | 34                       | 33                       | 30                       | 27                       | 32.0                               |
| 09                       | 09/07                    | 14/07/2018               | 32                       | 34                       | 34                       | 34                       | 31                       | 26                       | 31.8                               |
| 10                       | 16/07                    | 21/07/2018               | 34                       | 35                       | 29                       | 35                       | 32                       | 28                       | 32.2                               |
| 11                       | 23/07                    | 28/07/2018               | 34                       | 34                       | 31                       | 33                       | 32                       | 27                       | 31.8                               |
| 12                       | 30/07                    | 04/08/2018               | 34                       | 35                       | 32                       | 34                       | 34                       | 30                       | 33.2                               |
| 13                       | 06/08                    | 11/08/2018               | 35                       | 35                       | 31                       | 34                       | 32                       | 29                       | 32.7                               |
| 14                       | 13/08                    | 18/08/2018               | 35                       | 36                       | 33                       | 36                       | 34                       | 29                       | 33.8                               |
| 15                       | 20/08                    | 25/08/2018               | 36                       | 35                       | 30                       | 34                       | 33                       | 30                       | 33.0                               |
| 16                       | 27/08                    | 01/09/2018               | 36                       | 36                       | 35                       | 37                       | 33                       | 33                       | 35.0                               |
| 17                       | 03/09                    | 08/09/2018               | 38                       | 38                       | 31                       | 36                       | 27                       | 30                       | 33.3                               |
| 18                       | 10/09                    | 15/09/2018               | 35                       | 30                       | 31                       | 36                       | 36                       | 31                       | 33.2                               |
| 19                       | 17/09                    | 22/09/2018               | 37                       | 35                       | 32                       | 30                       | 34                       | 31                       | 33.2                               |
| 20                       | 24/09                    | 29/09/2018               | 37                       | 36                       | 33                       | 38                       | 34                       | 30                       | 34.7                               |
| 21                       | 01/10                    | 06/10/2018               | 37                       | 32                       | 33                       | 33                       | 34                       | 35                       | 34.0                               |
| 22                       | 08/10                    | 13/10/2018               | 38                       | 38                       | 35                       | 37                       | 33                       | 32                       | 35.5                               |
| 23                       | 15/10                    | 20/10/2018               | 39                       | 40                       | 36                       | 38                       | 37                       | 34                       | 37.3                               |
| 24                       | 22/10                    | 27/10/2018               | 39                       | 37                       | 35                       | 35                       | 37                       | 34                       | 36.2                               |
| 25                       | 29/10                    | 03/11/2018               | 41                       | 38                       | 36                       | 37                       | 35                       | 34                       | 36.8                               |
| 26                       | 05/11                    | 10/11/2018               | 41                       | 42                       | 41                       | 41                       | 41                       | 23                       | 38.2                               |
| Середній рейтинг серіалу | Середній рейтинг серіалу | Середній рейтинг серіалу | Середній рейтинг серіалу | Середній рейтинг серіалу | Середній рейтинг серіалу | Середній рейтинг серіалу | Середній рейтинг серіалу | Середній рейтинг серіалу | 33,36                              |

## Нагороди та номінації
| Рік  | Нагорода                  | Категорія                                             | Номінанти                                    | Результат |
| ---- | ------------------------- | ----------------------------------------------------- | -------------------------------------------- | --------- |
| 2018 | Troféu APCA               | Найкраща акторка                                      | Адріана Естевес                              | Номінація |
| 2018 | Troféu APCA               | Найкраща акторка                                      | Летісія Колін                                | Номінація |
| 2018 | Melhores do Ano           | Найкраща акторка                                      | Дебора Секко                                 | Номінація |
| 2018 | Melhores do Ano           | Найкраща акторка                                      | Джованна Антонеллі                           | Перемога  |
| 2018 | Melhores do Ano           | Найкращий актор                                       | Еміліу Дантас                                | Номінація |
| 2018 | Melhores do Ano           | Найкращий актор                                       | Володимир Брішта                             | Номінація |
| 2018 | Melhores do Ano           | Найкраща акторка другого плану                        | Джованна Ланчелотті                          | Номінація |
| 2018 | Melhores do Ano           | Найкраща акторка другого плану                        | Летісія Колін                                | Перемога  |
| 2018 | Melhores do Ano           | Найкращий актор другого плану                         | Шай Суеді                                    | Перемога  |
| 2018 | Melhores do Ano           | Найкращий актор другого плану                         | Фабрісіо Болівейра                           | Номінація |
| 2018 | Melhores do Ano           | Найкраща молода акторка                               | Клаудія ді Моура                             | Номінація |
| 2018 | Melhores do Ano           | Найкраща молода акторка                               | Келзі Екард                                  | Номінація |
| 2018 | Melhores do Ano           | Найкращий молодий актор                               | Луїс Лобіанку                                | Перемога  |
| 2018 | Melhores do Ano           | Найкращий молодий актор                               | Нарсивал Рубенс                              | Номінація |
| 2018 | Melhores do Ano           | Найкращий дитячий актор / акторка                     | Даві Кейрос                                  | Перемога  |
| 2018 | Prêmio F5                 | Найкращий актор                                       | Фабрісіо Болівейра                           | Перемога  |
| 2018 | Prêmio F5                 | Найкраща акторка                                      | Адріана Естевес                              | Перемога  |
| 2018 | Prêmio Contigoǃ Online    | Найкраща теленовела                                   | Жоау Емануель Карнейро                       | Номінація |
| 2018 | Prêmio Contigoǃ Online    | Найкраща акторка                                      | Адріана Естевес                              | Номінація |
| 2018 | Prêmio Contigoǃ Online    | Найкраща акторка                                      | Дебора Секко                                 | Номінація |
| 2018 | Prêmio Contigoǃ Online    | Найкраща акторка                                      | Джованна Антонеллі                           | Номінація |
| 2018 | Prêmio Contigoǃ Online    | Найкращий актор                                       | Еміліу Дантас                                | Номінація |
| 2018 | Prêmio Contigoǃ Online    | Найкращий актор                                       | Володимир Брішта                             | Номінація |
| 2018 | Prêmio Contigoǃ Online    | Найкраща акторка другого плану                        | Фабіула Насіменту                            | Номінація |
| 2018 | Prêmio Contigoǃ Online    | Найкраща акторка другого плану                        | Джованна Ланчелотті                          | Номінація |
| 2018 | Prêmio Contigoǃ Online    | Найкраща акторка другого плану                        | Летісія Колін                                | Номінація |
| 2018 | Prêmio Contigoǃ Online    | Найкраща акторка другого плану                        | Нанда Коста                                  | Номінація |
| 2018 | Prêmio Contigoǃ Online    | Найкращий актор другого плану                         | Шай Суеді                                    | Номінація |
| 2018 | Prêmio Contigoǃ Online    | Найкращий актор другого плану                         | Даніло Мескіта                               | Номінація |
| 2018 | Prêmio Contigoǃ Online    | Найкращий актор другого плану                         | Фабрісіо Болівейра                           | Номінація |
| 2018 | Prêmio Contigoǃ Online    | Телевідкриття року                                    | Клаудія ді Моура                             | Номінація |
| 2018 | Prêmio Contigoǃ Online    | Телевідкриття року                                    | Луїс Лобіанку                                | Номінація |
| 2018 | Prêmio Contigoǃ Online    | Кращий дитячий художник                               | Даві Кейрос                                  | Номінація |
| 2018 | Prêmio Extra de Televisão | Найкраща теленовела                                   | Жоау Емануель Карнейро                       | Номінація |
| 2018 | Prêmio Extra de Televisão | Найкращий актор                                       | Еміліу Дантас                                | Номінація |
| 2018 | Prêmio Extra de Televisão | Найкращий актор другого плану                         | Армандо Бабайов                              | Номінація |
| 2018 | Prêmio Extra de Televisão | Найкращий актор другого плану                         | Шай Суеді                                    | Номінація |
| 2018 | Prêmio Extra de Televisão | Найкращий актор другого плану                         | Фабрісіо Болівейра                           | Номінація |
| 2018 | Prêmio Extra de Televisão | Найкраща акторка другого плану                        | Фабіула Насіменту                            | Номінація |
| 2018 | Prêmio Extra de Televisão | Найкраща акторка другого плану                        | Летісія Колін                                | Номінація |
| 2018 | Prêmio Extra de Televisão | Відкриття року                                        | Клаудія ді Моура                             | Номінація |
| 2018 | Prêmio Extra de Televisão | Відкриття року                                        | Келзі Екард                                  | Номінація |
| 2018 | Prêmio Extra de Televisão | Відкриття року                                        | Луїс Лобіанку                                | Номінація |
| 2018 | Prêmio Extra de Televisão | Тема теленовели                                       | «Axé Pelô», Еміліу Дантас                    | Номінація |
| 2018 | Prêmio Extra de Televisão | Тема теленовели                                       | «Sal na Pele», Луїс Лобіанку, Таліта Караута | Номінація |
| 2018 | Prêmio TV Foco            | Найкраща теленовела                                   | Друге сонце                                  | Номінація |
| 2018 | Prêmio TV Foco            | Найкращий автор                                       | Жоау Емануель Карнейро                       | Номінація |
| 2018 | Prêmio TV Foco            | Найкращий актор                                       | Володимир Брішта                             | Перемога  |
| 2018 | Prêmio TV Foco            | Найкраща акторка                                      | Адріана Естевес                              | Перемога  |
| 2018 | Prêmio TV Foco            | Найкращий актор другого плану / акторка другого плану | Летісія Колін                                | Перемога  |
| 2018 | Prêmio TV Foco            | Найкращий актор другого плану / акторка другого плану | Шай Суеді                                    | Номінація |
| 2018 | Prêmio TV Foco            | Найкращий актор другого плану / акторка другого плану | Рената Сорра                                 | Номінація |
| 2018 | Prêmio TV Foco            | Найкращий дитячий актор / акторка                     | Даві Кейрос                                  | Номінація |
| 2018 | Prêmio TV Foco            | Відкриття року                                        | Клаудія ді Моура                             | Номінація |
| 2018 | Prêmio TV Foco            | Відкриття року                                        | Келзі Екард                                  | Номінація |
| 2019 | Troféu Imprensa           | Найкраща теленовела                                   | Жоау Емануель Карнейро                       | Номінація |
| 2019 | Troféu Imprensa           | Найкраща акторка                                      | Адріана Естевес                              | Перемога  |
| 2019 | Troféu Imprensa           | Найкращий актор                                       | Шай Суеді                                    | Перемога  |
| 2019 | Troféu Imprensa           | Найкращий актор                                       | Володимир Брішта                             | Номінація |
| 2019 | Troféu Internet           | Найкраща теленовела                                   | Жоау Емануель Карнейро                       | Перемога  |
| 2019 | Troféu Internet           | Найкраща акторка                                      | Адріана Естевес                              | Номінація |
| 2019 | Troféu Internet           | Найкраща акторка                                      | Дебора Секко                                 | Номінація |
| 2019 | Troféu Internet           | Найкраща акторка                                      | Джованна Антонеллі                           | Номінація |
| 2019 | Troféu Internet           | Найкраща акторка                                      | Летісія Колін                                | Номінація |
| 2019 | Troféu Internet           | Найкращий актор                                       | Шай Суеді                                    | Номінація |
| 2019 | Troféu Internet           | Найкращий актор                                       | Еміліу Дантас                                | Номінація |
| 2019 | Troféu Internet           | Найкращий актор                                       | Володимир Брішта                             | Номінація |
| 2019 | Troféu Internet           | Відкриття                                             | Клаудія ді Моура                             | Номінація |